# Sethy Regenvanu
Sethy John Regenvanu (* 1945) ist ein Politiker in Vanuatu. Er ist einer von mehreren Kirchenmännern, die großen Einfluss auf die Politik in Vanuatu genommen haben, wie auch Father Walter Lini, Father Gérard Leymang und Rev. Frederick Karlomuana Timakata.

## Leben
Regenvanu stammt von der Insel Uripiv bei Malekula. Er war zunächst Christian Education Officer bei der Presbyterian Church of New Hebrides und wurde Lands Minister in der letzten Regierung der Neuen Hebriden vor der Unabhängigwerdung im November 1979. Im Juli 1980 wurde er Minister of Lands in der neuen Regierung von Vanuatu.
Im Februar 1983 folgte er Timakata als stellvertretender Premierminister nach. Im Januar 1988 wurde er Minister of Education, Youth and Sports und im Dezember 1991 erneut stellvertretender Premierminister. Zusätzlich war er Minister of Finance. Später diente er als Vorsitzender der Electoral Commission (Wahlausschuss).
1994 führte er eine Gruppe an, die sich aus Linis National United Party abspaltete und die People’s Democratic Party gründete.
Zudem war er Social Issues Coordinator der Presbyterian Church of Vanuatu. Im Oktober 2004 wurde er zu einem drei-Jahres-Auftrag nach St. Andrew’s, Suva, Fidschi, berufen.

## Familie
Regenvanu ist mit der australischen Missionslehrerin Dorothy Rutter verheiratet. Sie wurde ebenfalls Pastorin der Presbyterian Church. Das Paar hat fünf Söhne, unter anderem Ralph Regenvanu, den ehemaligen Direktor des Vanuatu Cultural Centre und derzeitigen Minister for Lands in der Regierung von Moana Carcasses.
Regenvanu hat eine Autobiographie veröffentlicht: Laef blong Mi.